# نومین باتبولدین
نومین باتبولدین (به انگلیسی: Nomin Batboldyn) کشتی گیر کشور مغولستان است. از افتخارات این کشتی گیر می توان به کسب مدال نقره بازی‌های آسیایی اینچئون ۲۰۱۴ و برنز مسابقات قهرمانی کشتی جهان ۲۰۱۵ اشاره کرد.